# يوجين دي روزا
يوجين دي روزا (بالإنجليزية: Eugene De Rosa)‏ هو مهندس معماري أمريكي، ولد في 1894 في نيويورك في الولايات المتحدة، وتوفي في 1945.